# Donlands (métro de Toronto)
Donlands est une station de la ligne 2 Bloor-Danforth du métro de Toronto. Elle est située au numéro 990 Danforth Avenue à l'intersection de Donlands Avenue, à Toronto au Canada.

## Situation sur le réseau

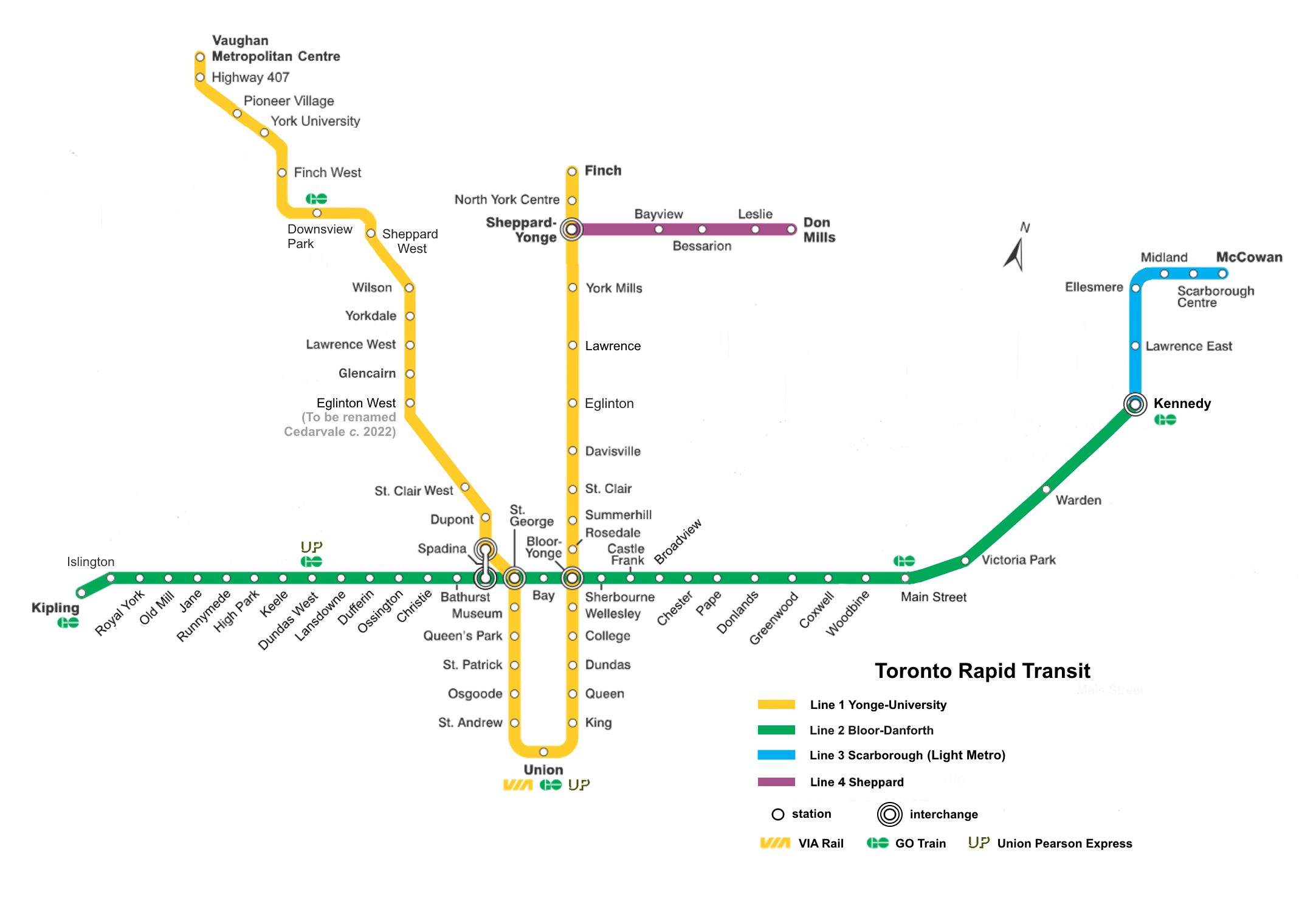
Plan du métro de Toronto (2018).

Établie en souterrain, la station Donlands de la ligne 2 Bloor-Danforth, est précédée par la station Pape, en direction du terminus Kipling, et elle est suivie par la station Greenwood en direction du terminus Kennedy,.

## Histoire
La station est inaugurée le 25 février 1966.
Elle a, en moyenne, une fréquentation de 9 770 passagers par jour au cours de l'année 2009-2010.

## Services aux voyageurs

### Intermodalité
Elle est desservie par les bus des lignes : 56 Leaside et 83 Jones.